# مسجد امیر سلطان
مسجد امیر سلطان در بورسای ترکیه، در بین سال‌های ۱۴۲۴ تا ۱۴۲۶ و به دستور سلطان مراد دوم ساخته شده‌است و شامل مسجد، مدرسه، عمارت، حمام و دوازده آرامگاه می‌شود.
مسجد امیر سلطان و مقبره واقع در آن دو دوران حکومت سلطان مراد دوم از طرف همسر امیر سلطان ساخته شده‌است. این مسجد روی تپه‌ای در کنار گورستان امیر سلطان در شرق شهر بورسا واقع شده‌است.

## معماری
مسجد این مجموعه از جهت هنر معماری عثمانی در گروه «مساجد زاویه‌دار» که در اوایل دوران عثمانی رایج بود قرار می‌گیرد. محراب و منبر این مسجد به سبک باروک ساخته شده و باقی‌مانده از سده ۱۸ می‌باشد. کنده‌کاری‌های در ورودی زیباترین عصر خود را نمایان می‌سازد. در مجموعه مرادیه دوازده مقبره متعلق به سلطان مراد دوم و خانواده وی وجود دارد.